# Espīyak
Espīyak (persiska: اِسپيَّك, اِسبيك, اِسپيك, اِسبِك, اسپیک) är en ort i Iran.   Den ligger i provinsen Qazvin, i den nordvästra delen av landet, 160 km väster om huvudstaden Teheran. Espīyak ligger 1 577 meter över havet och antalet invånare är 242.
Terrängen runt Espīyak är kuperad åt sydost, men åt nordväst är den platt. Terrängen runt Espīyak sluttar norrut.Runt Espīyak är det ganska tätbefolkat, med 104 invånare per kvadratkilometer. Närmaste större samhälle är Dānesfahān, 9,6 km öster om Espīyak. Trakten runt Espīyak består i huvudsak av gräsmarker.